# 폽프라군
폽프라군은 딱주의 행정 구역이다. 이 지역의 총 인구 수는 2005년 기준으로 63336명이다. 인구 밀도는 62.9km2이다.

## 행정 구역
| 번호 | 지명                | 태국어 지명 | 빌리지 | 인구   |  |
| 1.   | Phop Phra           | พบพระ       | 9      | 12,886 |  |
| 2.   | Chong Khaep         | ช่องแคบ      | 14     | 12,064 |  |
| 3.   | Khiri Rat           | คีรีราษฎร์     | 11     | 19,567 |  |
| 4.   | Wale                | วาเล่ย์       | 7      | 6,973  |  |
| 5.   | Ruam Thai Phatthana | รวมไทยพัฒนา  | 11     | 11,846 |  |